# ミュージカル・アカデミー
ミュージカル・アカデミーは、日本の男声コーラス・グループである。1955年に藤原歌劇団のメンバーを中心に設立された。また、結成の際にはアメリカのミッチ・ミラー合唱団を参考にされた。結成当時は多くの歌番組に出演していた。アニメ宇宙戦艦ヤマトの初代コーラスを務めたことでも有名。

## メンバー
- 井上 寿夫
- 菅原 勝
- 佐藤 稔
- 長谷川 侊三
- 佐々木 隆
- 福井 義雄
- 田上 善久
- 鈴木 徳雄

## 代表曲（あるいはコーラスとして参加した楽曲）
アニメ
- 夜のエイトマン（『エイトマン』イメージソング）
- 忠犬ハチ公の唄（『ワンサくん』挿入歌）
- 宇宙戦艦ヤマト（『宇宙戦艦ヤマト』主題歌）
- 真っ赤なスカーフ（『宇宙戦艦ヤマト』副主題歌）

特撮
- S・S・I（『スーパーロボット レッドバロン』副主題歌）

ドラマ
- 同期の桜（『あゝ同期の桜』主題歌）

その他
- 青年
- 恋は夕焼けのように
- どこまでも行こう（ブリヂストンCMソング、愛唱歌）カバー版
- ミュージックフェアオープニングテーマ
- 四季の歌
- 君について行こう

## 出演テレビ番組
- ミュージックフェア
- モーニングショー
- おかあさんといっしょ
- 歌はともだち